# Campodorus thalia
Campodorus thalia là một loài tò vò trong họ Ichneumonidae.